# Samuel Maverick
Samuel Augustus Maverick (Pendleton, 23 luglio 1803 – San Antonio, 2 settembre 1870) è stato un celebre avvocato, protagonista del Selvaggio West americano. Fu un ricco proprietario terriero texano, allevatore, firmatario della Dichiarazione d'Indipendenza del Texas ed inventore del termine mavericks in uso nel gergo dei cowboys. Suo nipote fu Maury Maverick, membro del Congresso degli Stati Uniti d'America.